# Sharuna
Sharuna fue un asentamiento del Antiguo Egipto, ubicado al este del Nilo, prácticamente en frente de Per-Medyed. Hut-nesu o Hut-nesut era el antiguo nombre egipcio de la capital del XVIII nomo del Alto Egipto, que está documentado desde el Reino Antiguo. La villa moderna que se asienta en este lugar se llama el-Kom el-Ahmar Sawaris, cinco kilómetros al sur de Sharuna. Se encuentra dentro de los límites de la moderna Gobernación de Menia.
Gracias a las excavaciones arqueológicas en su necrópolis, se atestigua que el sitio estuvo ocupado continuamente desde el final del Reino Antiguo hasta la Antigüedad tardía. Hoy en día todavía se conservan restos de la ciudad antigua. Entre ellos se incluyen tumbas de finales del Imperio Antiguo, así como los restos de un templo ptolemaico y una iglesia copta rodeada por un gran cementerio y muchas pequeñas ermitas y monasterios repartidos por el desierto que le rodea.

## Historia
| O6 | X1 · pr | M23 | X1 · N35 | M17 | M17 | BLACKDOT · O49 |

| O6 | X1 · pr | M23 | X1 · N35 | M17 | M17 | BLACKDOT · O49 |

| M23 | X1 · N35 | G7 | O6 | X1 · pr | BLACKDOT · O49 |

| M23 | X1 · N35 | G7 | O6 | X1 · pr | BLACKDOT · O49 |

El descubrimiento de varias inscripciones funerarias que datan del Reino Antiguo, tumbas de Iuhy, Bebi, Bejeni, Sabi o la capilla blanca de Sesostris I dan fe de que el dios halcón Nemty era el dios de Hut-nesut mientras que el dios chacal Anubis era el dios principal de la vecina ciudad de Hut-Benu (Cinópolis, capital del nomo XVII del Alto Egipto). Desde el reinado de Amenhotep III, el dios Horus pasó a ser la deidad principal de Hut-Nesut en detrimento de Nemty. Más tarde, hasta el final de la era grecorromana, los dioses principales fueron Osiris y Sobek.
El texto de la coronación del general Horemheb, grabado en la parte posterior del grupo de Turín, nos dice que había sido designado como futuro faraón por el Horus de Hut-nesut, patrón de su ciudad natal.

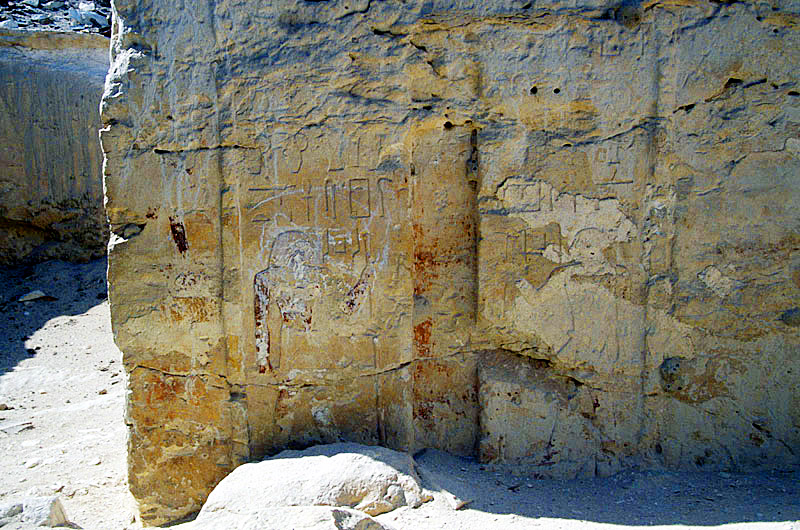
Detalle de una tumba del Reino Antiguo en Sharuna.

La región entre El-Kom el-Ahmar y Sharuna y Qarara ha sido objeto durante varios años de investigaciones arqueológicas llevadas a cabo por el Instituto de Egiptología de la universidad de Tubinga.